# Sida macropetala
Sida macropetala är en malvaväxtart som beskrevs av H. da Costa Monteiro-filho. Sida macropetala ingår i släktet sammetsmalvor, och familjen malvaväxter. Inga underarter finns listade i Catalogue of Life.